# Tupaja ruda
Tupaja ruda (Tupaia splendidula) – gatunek ssaka z rodziny tupajowatych (Tupaiidae).

## Zasięg występowania
Tupaja ruda występuje w zależności od podgatunku:
- T. splendidula splendidula – południowe Borneo.
- T. splendidula carimatae – Kepulauan Karimata (południowo-zachodnie Borneo).
- T. splendidula lucida – wyspa Laut z grupy Wysp Natuna (zachodnie Borneo).
- T. splendidula natunae – wyspa Bunguran z grupy Wysp Natuna (zachodnie Borneo).
- T. splendidula riabus – wyspa Kiabu z grupy Wysp Anambas.

## Taksonomia
Gatunek po raz pierwszy zgodnie z zasadami nazewnictwa binominalnego opisał w 1865 roku brytyjski zoolog John Edward Gray nadając mu nazwę Tupaia splendidula. Miejsce typowe to Borneo. Okaz typowy (lektotyp} to zamontowana skóra (BMNH 1847.7.8.13) i czaszka (BMNH 1848.1.27.14) ze zbiorów Muzeum Historii Naturalnej w Londynie.
Potrzebne są bardziej szczegółowe badania (zwłaszcza w oparciu o dane molekularne), aby wyjaśnić granice taksonomiczne podgatunków.
Autorzy Illustrated Checklist of the Mammals of the World rozpoznają pięć podgatunków. Podstawowe dane taksonomiczne podgatunków (oprócz nominatywnego) przedstawia poniższa tabelka:
| Podgatunek      | Oryginalna nazwa          | Autor i rok opisu         | Miejsce typowe                                                       | Holotyp |
| --------------- | ------------------------- | ------------------------- | -------------------------------------------------------------------- | --- |
| T. s. carimatae | Tupaia carimatae          | G.S. Miller, 1906         | Telok Edar, Kepulauan Karimata, Borneo Zachodnie, Borneo, Indonezja. | Skóra i czaszka dorosłego samca (sygnatura USNM 125123) ze zbiorów Narodowego Muzeum Historii Naturalnej; okaz zebrany 2 września 1904 roku przez Williama Abbotta.  |
| T. s. lucida    | Tupaia splendidula lucida | O. Thomas & Hartert, 1895 | Wyspa Laut, Wyspy Natuna, Wyspy Riau, Indonezja.                     | Skóra i czaszka samicy ze zbiorów Muzeum Historii Naturalnej w Tring; okaz zebrany we wrześniu 1894 roku przez Ernesta Hose’a.                                       |
| T. s. natunae   | Tupaia natunae            | Lyon, 1911                | Natuna Besar, Wyspy Natuna, Wyspy Riau, Indonezja.                   | Skóra i czaszka samicy (sygnatura USNM 104714) ze zbiorów Narodowego Muzeum Historii Naturalnej; okaz zebrany 27 czerwca 1900 roku przez Williama Abbotta.           |
| T. s. riabus    | Tupaia riabus             | Lyon, 1913                | Wyspa Airabu, Wyspy Anambas, Wyspy Riau, Indonezja.                  | Skóra i czaszka dorosłej samicy (sygnatura USNM 104881) ze zbiorów Narodowego Muzeum Historii Naturalnej; okaz zebrany 23 sierpnia 1900 roku przez Williama Abbotta. |

### Etymologia
- Tupaia: malaj. nazwa tupai dla wiewiórki lub tupai[26].
- splendidula: łac. splendidus „wspaniały, znakomity”, od splendere „świecić”; przyrostek zdrabniający -ula[27].
- carimatae: Kepulauan Karimata, Borneo[5].
- lucida: łac. lucidus „czysty, jasny”, od lux, lucis „światło”[28].
- natunae: Wyspy Natuna, Borneo[29].
- riabus: Pulo Riabu (obecnie Kiabu), Wyspy Anambas, Borneo[7].

## Morfologia
Długość ciała (bez ogona) 150–175 mm, długość ogona 120–150 mm, długość tylnej stopy 40–43 mm; masa ciała 110–150 kg.

## Ekologia
Tupaję rudą możemy spotkać na wysokości do 500 m n.p.m., w zalesionych terenach.

## Status
Pomimo zanotowania spadku liczebności osobników tego gatunku, nie jest on narażony na wyginięcie (status IUCN – LC (ang. least concern ‘najmniejszej troski’)).